# Гуд, Лайман
Ла́йман Гуд (англ. Lyman Good; 26 мая 1985, Нью-Йорк) — американский боец смешанного стиля, представитель полусредней весовой категории. Выступает на профессиональном уровне начиная с 2005 года, известен по участию в турнирах бойцовской организации Bellator MMA, владел титулом чемпиона Bellator в полусреднем весе. Ныне является бойцом UFC.

## Биография
Лайман Гуд родился 26 мая 1985 года в Нью-Йорке. Имеет пуэрто-риканские корни, рос вместе с двумя сёстрами в испаноязычной части Восточного Гарлема, воспитывался матерью-одиночкой. Был трудным ребёнком, часто дрался на улице, поэтому мать решила отдать его в смешанные единоборства, где он смог бы выплёскивать свою злость. Проходил подготовку под руководством нью-йоркского мастера кёкусин-карате Тайгера Шульмана.
Дебютировал в смешанных единоборствах на профессиональном уровне в октябре 2005 года, своего первого соперника победил единогласным решением судей. Во втором бою в первом же раунде получил перелом руки, но, несмотря на это, вышел на второй раунд и выиграл у оппонента техническим нокаутом. Дрался преимущественно на территории штата Нью-Джерси в местных небольших промоушенах, таких как Ring of Combat, World’s Best Fighter, Cage Fury, IFL. Начинал карьеру как средневес, но вскоре в 2008 году принял решение спуститься в полусреднюю весовую категорию.
Имея в послужном списке семь побед и ни одного поражения, в 2009 году Гуд привлёк к себе внимание новообразованной крупной бойцовской организации Bellator Fighting Championships и сразу принял участие в первом сезоне гран-при полусреднего веса. На стадиях четвертьфиналов и полуфиналов взял верх над Эктором Урбиной и Хорхе Ортисом, тогда как в решающем финальном поединке встретился с Омаром де ла Крусом и победил его техническим нокаутом в первом раунде, став тем самым первым чемпионом Bellator в полусреднем весе. Тем не менее, оставался чемпионом не долго, уже во время первой защиты встретился с непобеждённым претендентом Беном Аскреном и уступил ему единогласным судейским решением.
В 2011 году Лайман Гуд предпринял попытку выиграть гран-при четвёртого сезона Bellator, в четвертьфинале единогласным решением победил небитого проспекта Криса Лоцано, но позже в полуфинале спорным раздельным решением потерпел поражение от дзюдоиста Рика Хоуна. В 2012 году одержал очередную победу в Bellator и заслужил право принять участие в гран-при седьмого сезона. На сей раз в четвертьфинале единогласным решением выиграл у соотечественника Джима Уоллхеда, а в полуфинальной стадии прошёл с техническим нокаутом россиянина Михаила Царёва. В финале был остановлен другим российским бойцом Андреем Корешковым, будущим чемпионом организации, который выиграл у него единогласным решением.
Впоследствии Гуд провёл в Bellator ещё один бой, в 2013 году одержал победу единогласным решением судей над Данте Риверой, после чего покинул организацию. Участвовал в девятнадцатом сезоне популярного бойцовского реалити-шоу The Ultimate Fighter, но оставался здесь не долго, проиграл уже в стартовом отборочном поединке. Затем в течение двух лет выступал в менее престижном промоушене Cage Fury, где выиграл три боя и завоевал титул чемпиона в полусреднем весе (один бой был признан несостоявшимся из-за непреднамеренного тычка пальцем в глаз).
В 2015 году подписал контракт с крупнейшей бойцовской организацией мира Ultimate Fighting Championship и, заменив травмировавшегося Эдгара Гарсию, вышел на коротком уведомлении против Эндрю Крейга — в итоге победил его техническим нокаутом во втором раунде. Далее должен был драться с Омари Ахмедовым, но не смог принять участие в этом бою и был заменён Сержиу Мораесом. На ноябрь 2016 года был запланирован его поединок против Белала Мухаммада, однако и этот бой не состоялся — Американское антидопинговое агентство заподозрило его в применении запрещённых веществ во время внесоревновательного периода и отстранило от соревнований.

## Статистика в профессиональном ММА
| Боёв 28         | Побед 21 | Поражений 6 |
| --------------- | -------- | ----------- |
| Нокаутом        | 11       | 0           |
| Сдачей          | 3        | 1           |
| Решением        | 7        | 5           |
| Не состоявшихся | 1        | 1           |

| Результат    | Рекорд   | Соперник                  | Способ                             | Турнир                                 | Дата             | Раунд | Время | Место               | Примечание                                                  |
| ------------ | -------- | ------------------------- | ---------------------------------- | -------------------------------------- | ---------------- | ----- | ----- | ------------------- | ----------------------------------------------------------- |
| Поражение    | 21-6 (1) | Белал Мухаммад            | Единогласное решение               | UFC on ESPN: Blaydes vs. Volkov        | 20 июня 2020     | 3     | 5:00  | Лас-Вегас, США      |                                                             |
| Победа       | 21-5 (1) | Ченс Ренкаунтер           | TKO (удары руками)                 | UFC 244                                | 2 ноября 2019    | 3     | 2:03  | Нью-Йорк, США       |                                                             |
| Поражение    | 20-5 (1) | Демиан Майя               | Сдача (удушение сзади)             | UFC Fight Night: Assunção vs. Moraes 2 | 2 февраля 2019   | 1     | 2:38  | Форталеза, Бразилия |                                                             |
| Победа       | 20-4 (1) | Бен Сондерс               | KO (удары руками)                  | UFC 230                                | 3 ноября 2018    | 1     | 1:32  | Нью-Йорк, США       |                                                             |
| Поражение    | 19-4 (1) | Элизеу Залески дус Сантус | Раздельное решение                 | UFC on Fox: Weidman vs. Gastelum       | 22 июля 2017     | 3     | 5:00  | Юниондейл, США      | Лучший бой вечера.                                          |
| Победа       | 19-3 (1) | Эндрю Крейг               | KO (удары руками)                  | UFC Fight Night: Mir vs. Duffee        | 15 июля 2015     | 2     | 3:37  | Сан-Диего, США      |                                                             |
| Победа       | 18-3 (1) | На-Шон Баррелл            | Сдача (удушение сзади)             | CFFC 48: Good vs. Burrell              | 9 мая 2015       | 1     | 3:47  | Атлантик-Сити, США  | Выиграл титул бесспорного чемпиона CFFC в полусреднем весе. |
| Победа       | 17-3 (1) | Мика Террилл              | Сдача (удушение сзади)             | CFFC 45: Stiner vs. Horcher            | 7 февраля 2015   | 1     | 3:47  | Атлантик-Сити, США  | Выиграл титул временного чемпиона CFFC в полусреднем весе.  |
| Не состоялся | 16-3 (1) | Джонавин Уэбб             | NC (тычок в глаз)                  | CFFC 43: Webb vs. Good                 | 1 ноября 2014    | 3     | 3:43  | Атлантик-Сити, США  |                                                             |
| Победа       | 16-3     | Мэтт Секор                | KO (удары руками)                  | CFFC 36: Secor vs. Good                | 21 июня 2014     | 1     | 4:21  | Морристаун, США     |                                                             |
| Победа       | 15-3     | Данте Ривера              | Единогласное решение               | Bellator 95                            | 4 апреля 2013    | 3     | 5:00  | Атлантик-Сити, США  |                                                             |
| Поражение    | 14-3     | Андрей Корешков           | Единогласное решение               | Bellator 82                            | 30 ноября 2012   | 3     | 5:00  | Маунт-Плезант, США  | Финал гран-при 7 сезона Bellator полусреднего веса.         |
| Победа       | 14-2     | Михаил Царёв              | TKO (удары руками)                 | Bellator 78                            | 26 октября 2012  | 2     | 3:54  | Дейтон, США         | Полуфинал гран-при 7 сезона Bellator полусреднего веса.     |
| Победа       | 13-2     | Джим Уоллхед              | Единогласное решение               | Bellator 74                            | 28 сентября 2012 | 3     | 5:00  | Атлантик-Сити, США  | Четвертьфинал гран-при 7 сезона Bellator полусреднего веса. |
| Победа       | 12-2     | Левон Мэйнард             | KO (удар рукой)                    | Bellator 65                            | 13 апреля 2012   | 1     | 0:13  | Атлантик-Сити, США  | Отбор гран-при 7 сезона Bellator полусреднего веса.         |
| Поражение    | 11-2     | Рик Хоун                  | Раздельное решение                 | Bellator 39                            | 2 апреля 2011    | 3     | 5:00  | Анкасвилл, США      | Полуфинал гран-при 4 сезона Bellator полусреднего веса.     |
| Победа       | 11-1     | Крис Лоцано               | Единогласное решение               | Bellator 35                            | 5 марта 2011     | 3     | 5:00  | Лемор, США          | Четвертьфинал гран-при 4 сезона Bellator полусреднего веса. |
| Поражение    | 10-1     | Бен Аскрен                | Единогласное решение               | Bellator 33                            | 21 октября 2010  | 5     | 5:00  | Филадельфия, США    | Лишился титула чемпиона Bellator в полусреднем весе.        |
| Победа       | 10-0     | Омар де ла Крус           | TKO (удары руками)                 | Bellator 11                            | 12 июня 2009     | 1     | 1:47  | Анкасвилл, США      | Выиграл титул чемпиона Bellator в полусреднем весе.         |
| Победа       | 9-0      | Хорхе Ортис               | TKO (остановлен врачом)            | Bellator 7                             | 15 мая 2009      | 2     | 4:37  | Чикаго, США         | Полуфинал гран-при 1 сезона Bellator полусреднего веса.     |
| Победа       | 8-0      | Эктор Урбина              | Техническая сдача (удушение сзади) | Bellator 2                             | 10 апреля 2009   | 2     | 3:22  | Анкасвилл, США      | Четвертьфинал гран-при 1 сезона Bellator полусреднего веса. |
| Победа       | 7-0      | Алексис Акуино            | Единогласное решение               | Ring of Combat XVIII                   | 7 марта 2008     | 3     | 5:00  | Атлантик-Сити, США  |                                                             |
| Победа       | 6-0      | Майк Долси                | Единогласное решение               | IFL: 2007 Semi-Finals                  | 2 августа 2007   | 3     | 4:00  | Ист-Ратерфорд, США  |                                                             |
| Победа       | 5-0      | Даг Гордон                | Единогласное решение               | Cage Fury Fighting Championships 5     | 23 июня 2007     | 3     | 3:00  | Атлантик-Сити, США  |                                                             |
| Победа       | 4-0      | Эрик Чарльз               | TKO (остановлен врачом)            | Ring of Combat XIV                     | 27 апреля 2007   | 1     | 5:00  | Атлантик-Сити, США  |                                                             |
| Победа       | 3-0      | Хулио Крус                | TKO (удары руками)                 | World’s Best Fighter: USA vs. Asia     | 3 февраля 2007   | 2     | 0:29  | Атлантик-Сити, США  |                                                             |
| Победа       | 2-0      | Джон Зеккино              | TKO (удары руками)                 | Ring of Combat X                       | 16 апреля 2006   | 2     | 3:37  | Атлантик-Сити, США  |                                                             |
| Победа       | 1-0      | Адам Фирон                | Единогласное решение               | Ring of Combat IX                      | 29 октября 2005  | 3     | 5:00  | Асбери-Парк, США    |                                                             |